# Marcus Fulvius Gillo
Marcus Fulvius Gillo (vollständige Namensform Marcus Fulvius Marci filius Gillo) war ein im 1. Jahrhundert n. Chr. lebender Angehöriger des römischen Senatorenstandes.
Durch ein Militärdiplom, das auf den 2. Dezember 76 datiert ist, ist belegt, dass Gillo im Jahr 76 zusammen mit Galeo Tettienus Petronianus Suffektkonsul war; die beiden übten dieses Amt im letzten Nundinium des Jahres aus. Er ist als Konsul auch durch eine Inschrift belegt, die er den Penaten weihte. Durch Inschriften ist nachgewiesen, dass er Statthalter (Proconsul) der Provinz Asia war; vermutlich war er im Amtsjahr 89/90 Statthalter.
Gillo stammte möglicherweise von Quintus Fulvius Gillo ab. Quintus Fulvius Gillo Bittius Proculus war möglicherweise sein Sohn.